# Musée national des Arts visuels
Le musée national des Arts visuels,, (espagnol : Museo Nacional de Artes Visuales), abrégé MNAV, héberge à Montevideo (Uruguay) la plus grande collection publique de peinture, gravure et sculpture du pays. Dépendant du ministère de l'Éducation et de la Culture (es), sa mission est la diffusion, la préservation, la recherche et la promotion de l'art et de son histoire.
Elle propose une exposition permanente d'une sélection des maîtres de l'art uruguayen et organise des expositions temporaires de son patrimoine. Il reçoit également d'importantes expositions internationales itinérantes, et expose les sélections et prix des salons nationaux, ainsi que des projets actuels d'artistes contemporains en activité.

## Histoire

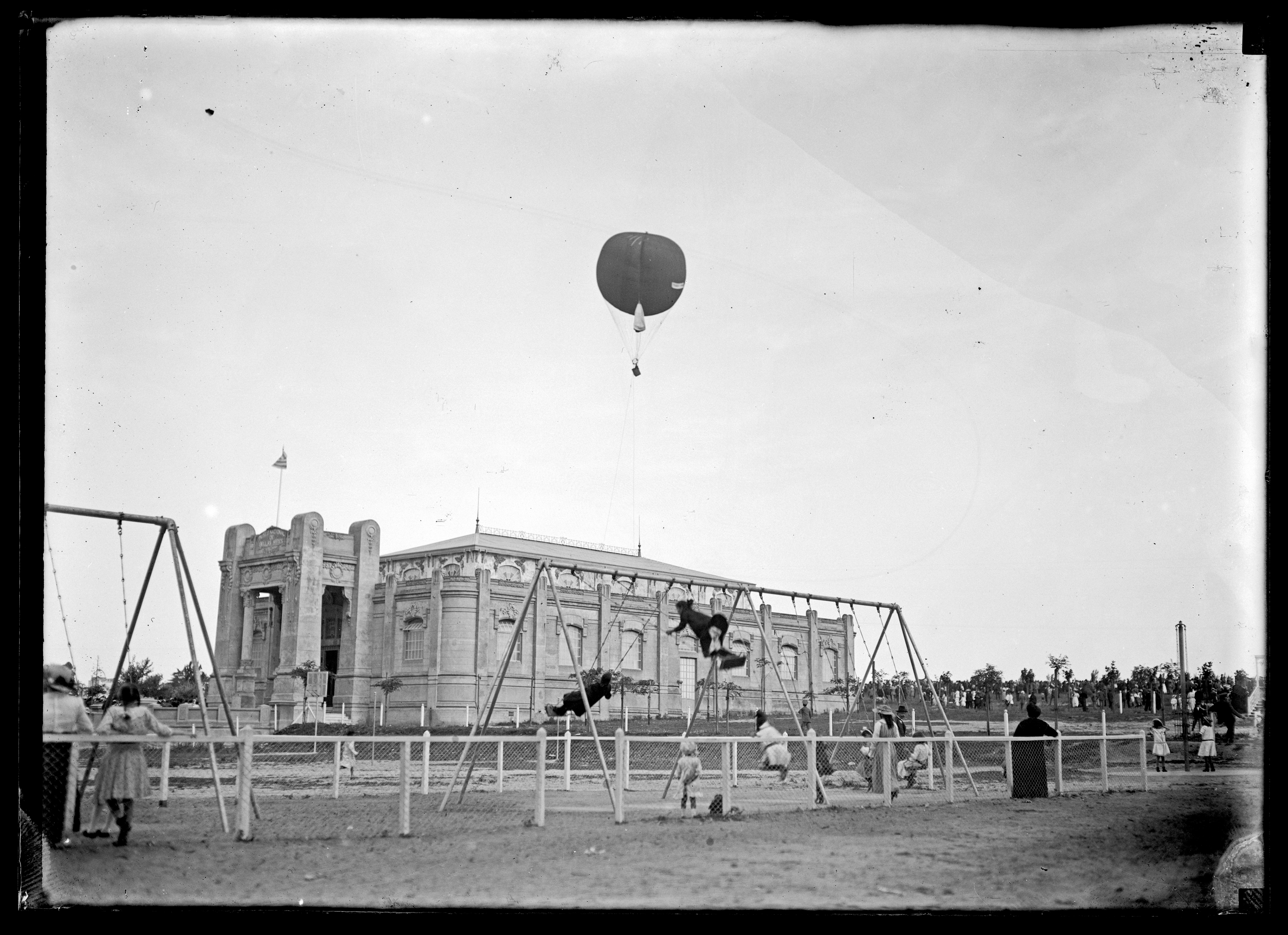
Photographie de 1916 : la plaza de deportes no 3, avec le musée au fond.

Le musée a été créé par la loi 3.932 du 10 décembre 1911 et a d'abord été appelé Museo de Bellas Artes (« musée des beaux-arts »). Il a d'abord fonctionné dans l'aile gauche du Théâtre Solís ; l'année suivante, il déménage dans un pavillon construit à la fin du XIXe siècle dans le parc Rodó (en), où il se trouve actuellement.
Son édifice a subi plusieurs réformes et a été fermé pendant dix ans entre 1952 et 1962. La plus importante réforme a eu lieu dans les années 1970, sous la direction de l'architecte argentin Clorindo Testa. En 1986, une nouvelle salle est construite au premier étage dans des conditions techniques plus modernes ; elle accueille des expositions temporelles. Dans les années 1990, le paysagiste Leandro Silva Delgado (es) et l'architecte Fernando Fabiano créent le jardin frontal,.

## Directeurs
- Domingo Laporte, peintre et graveur (1911-1928)
- Ernesto Laroche, peintre et graveur (1928-1940)
- José Luis Zorrilla de San Martín, sculpteur et peintre (1928-1940)
- Muñoz del Campo (1961-1969)
- Ángel Kalenberg (1969-2007)
- Jacqueline Lacasa (es), artiste visuelle (2007-2009)
- Mario Sagradini (2009-2010)
- Enrique Aguerre (es), artiste visuel (2010-)

## Salles
- Salle 1, rez-de-chaussée (152 m2)
- Salle 2, rez-de-chaussée (1 015 m2)
- Salle 3, premier étage (110 m2)
- Salle 4, premier étage (634 m2, sans compter l'ouverture centrale qui communique avec le rez-de-chaussée)
- Salle 5, premier étage (570 m2)
- Salle de conférences, rez-de-chaussée, avec une capacité de 174 places.
- Bibliothèque, rez-de-chaussée, compte plus de 7 000 volumes[6]
- Jardin, avec des sculptures de Rimer Cardillo (es), Octavio Podestá (es) et Joaquín Torres García.

## Collection et activités
La collection du musée compte plus de 6 000 œuvres, principalement d'artistes uruguayens, parmi lesquels Rafael Barradas, Joaquín Torres García, José Cuneo Perinetti (es), Carlos Federico Sáez (es), Pedro Figari et Juan Manuel Blanes.
Le musée possède également des œuvres d'importants artistes étrangers comme Pablo Picasso, Paul Klee, Francisco de Goya, Eduardo Rosales et Pablo Serrano.
En plus des expositions de ses collections, le musée reçoit également d'importantes expositions internationales itinérantes, et expose les sélections et prix des salons nationaux, ainsi que des projets actuels d'artistes contemporains en activité,,,.

Galerie
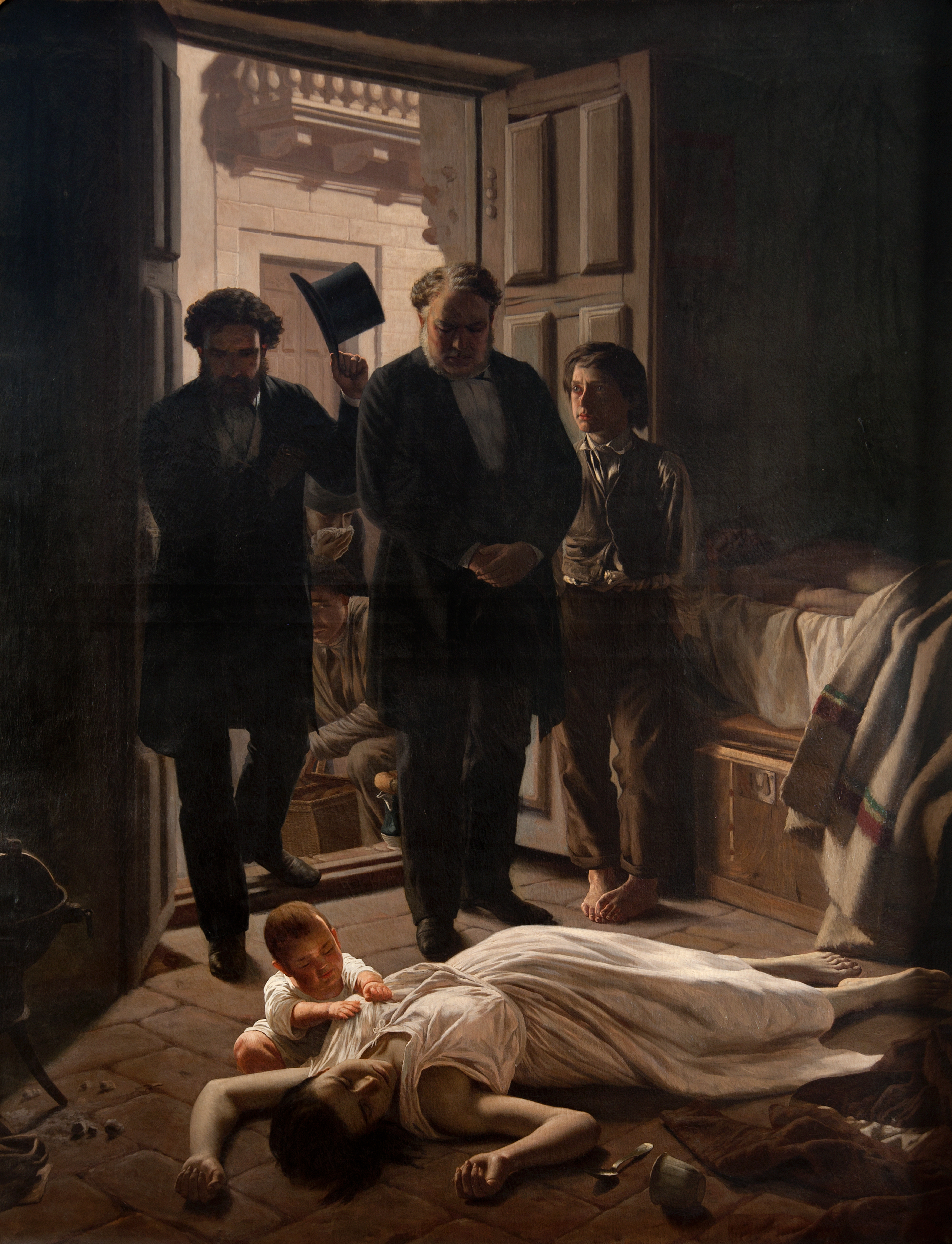
Juan Manuel Blanes, Un episodio de la fiebre amarilla en Buenos Aires (1871), huile sur toile, 230 × 180 cm
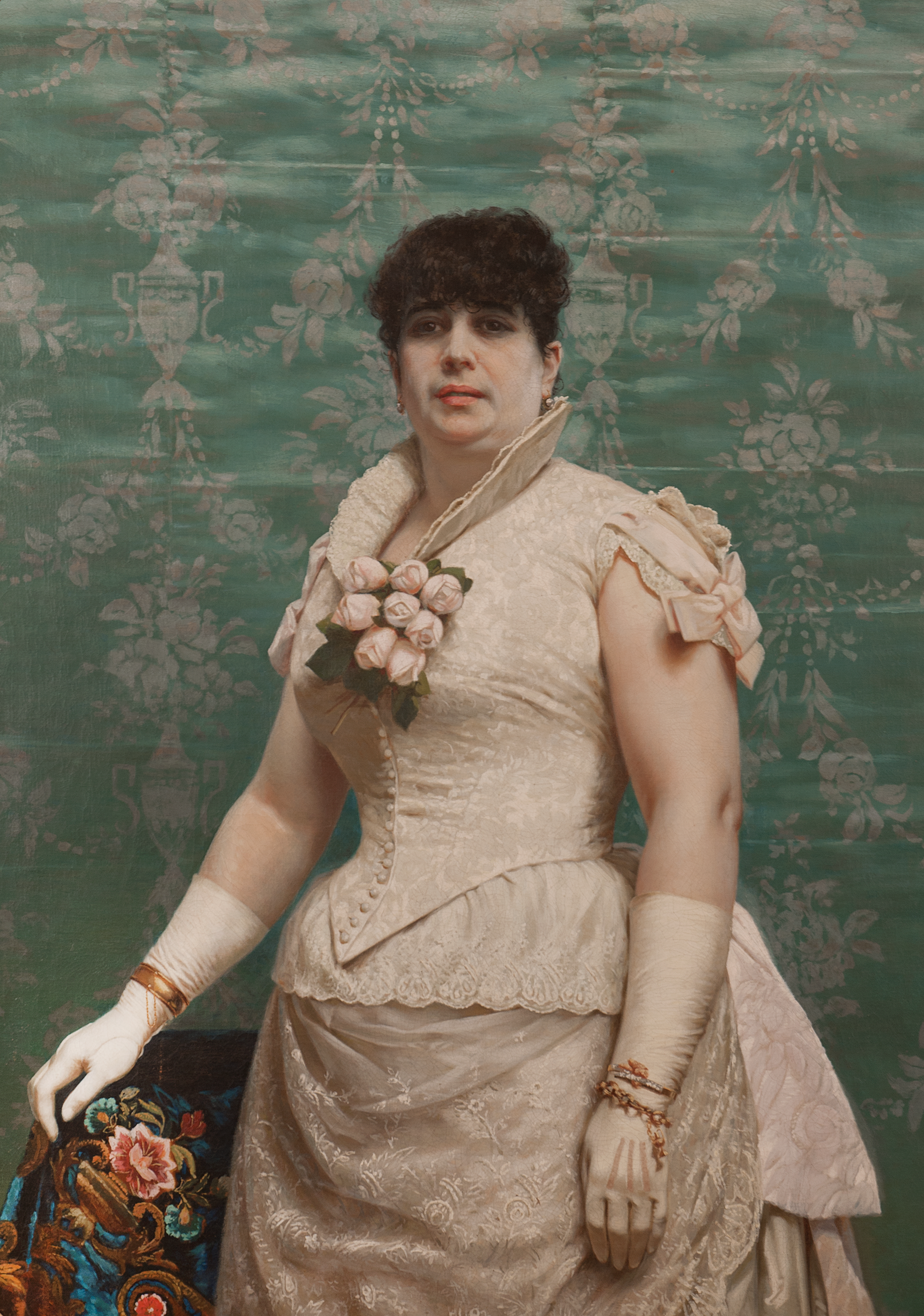
Juan Manuel Blanes, Retrato de Doña Carlota Ferreira (1883) huile sur toile, 130 × 100 cm
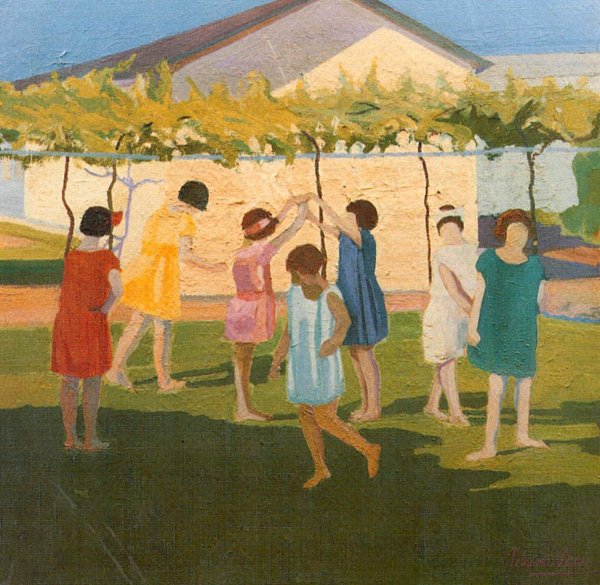
Petrona Viera, Recreo (1924) huile sur toile, 86 × 90 cm
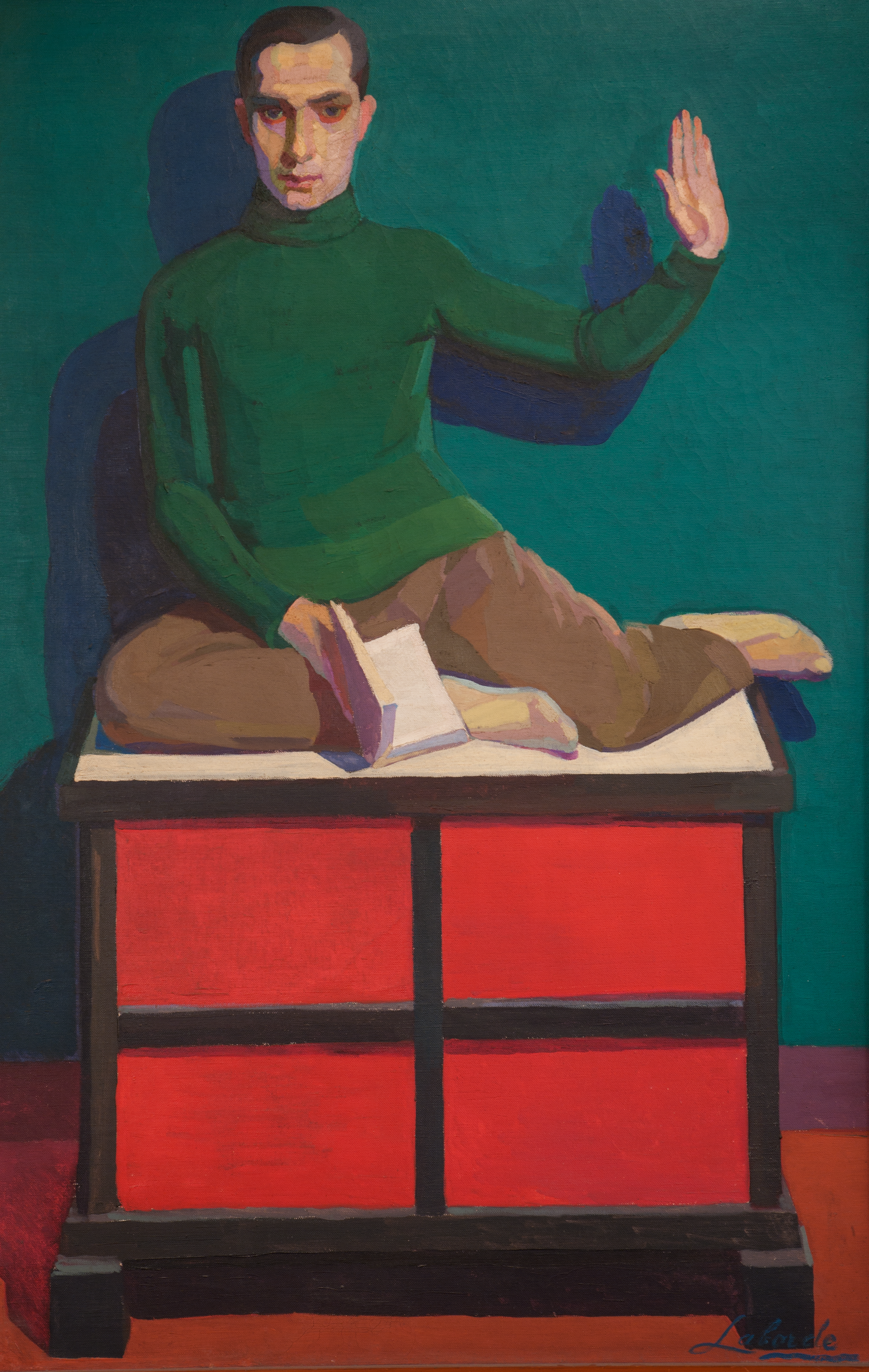
Guillermo Laborde, Retrato de Luis E. Pombo (c. 1928) huile sur toile, 169 × 110 cm